# Partenope Rugby
Maillots

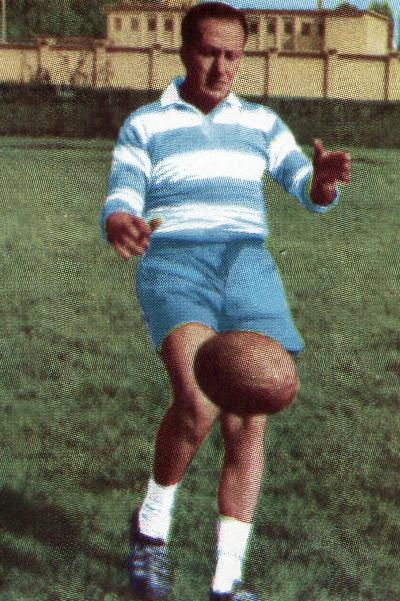
Marcello Martone, joueur-phare du Partenope Rugby, champion d'Italie 1965 et 1966.

Le Partenope Rugby est un club de rugby à XV italien basé à Naples, participant au Championnat d'Italie de Série B. Il est fondé en 1951.

## Historique
Fondé en 1951, le club connaît ses principales heures de gloire au milieu des années 60. Après sa dissolution en 1969, il a été recréé par Sandro Gelormini en 1978.

## Palmarès
- Champion d'Italie (2) : 1965, 1966

## Joueurs célèbres
- Marco Bollesan
- Paul Griffen

## Liste des entraîneurs
- Guy Pardiès : 2007/2011